# Vatikanen (kortspel)
Vatikanen är ett kortspel av rummy-typ. Spelet har ett östeuropeiskt ursprung och är uppfunnet omkring 1980.
Två sammanblandade kortlekar, med två jokrar, används. Spelets idé är att spelarna ska bli av med sina kort genom att lägga ned dem i kombinationer på bordet. Kombinationerna utgörs av tre eller fler kort i följd i samma färg eller tre eller fler kort av samma valör. En joker kan representera vilket annat kort som helst. Spelarna får i given 13 kort var, och resterande kort bildar en talong.
Den spelare som är i tur ska endera lägga ned ett eller flera kort på bordet, under förutsättning att detta är möjligt att göra, eller dra ett kort från talongen. Man kan lägga ned helt nya kombinationer, eller bygga på eller arrangera om befintliga kombinationer. Till skillnad mot vad som gäller för flera andra rummy-spel är kombinationerna på bordet gemensamma för alla spelarna.
Den som först blivit av med alla sina kort vinner spelet och får poäng av motspelarna för de kort som de har kvar på handen.